# Chrobry (Głogów)

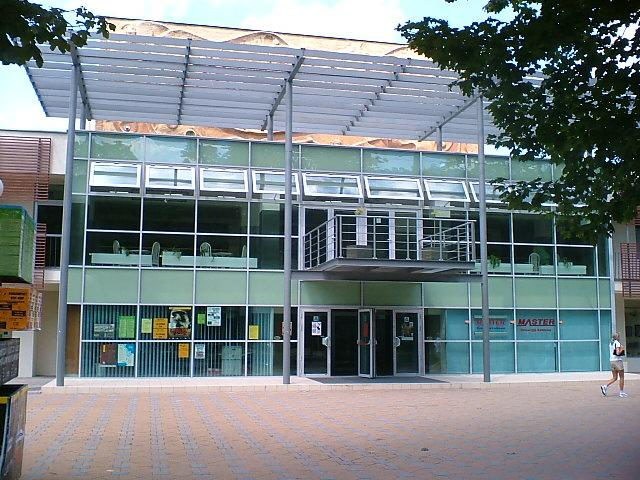
MOK w Głogowie - wejście główne

Osiedle Chrobry w Głogowie – osiedle mieszkaniowe w Głogowie. Nazwa pochodzi od króla Bolesława Chrobrego. Na terenie dzielnicy znajduje się m.in. Miejski Ośrodek Kultury w Głogowie.

## Granice osiedla
- Północ - Matejki, Nadodrze
- Południe - Kościuszki
- Wschód - Hutnik
- Zachód - Brzostów

## Sklepy
- Sklep Spożywczy Biedronka
- Sklep Spożywczy Netto
- Targowisko Zielony rynek
- Sklep Spożywczy Kaufland
- Sklep Spożywczy Społem
- Sklep Społem AGD
- Park handlowy Multibox

## Edukacja
Na terenie osiedla rozmieszczone były następujące placówki oświaty:
- Gimnazjum nr 1
- Gimnazjum nr 3 z oddziałami integracyjnymi w Głogowie
- Państwowa Szkoła Muzyczna I i II stopnia

oraz Przedszkole nr 10 i Przedszkole nr 6.